# Coppa Italia 1940/1941
Osmý ročník Coppa Italia (italského fotbalového poháru) se konal od 22. září 1940 do 15. června 1941. Turnaj vyhrál klub Benátky, které po výsledcích 3:3 a 1:0 porazily ve finále Řím. Nejlepším střelcem se stal italský hráč Giuseppe Ostromann (Borzacchini Terni), který vstřelil 7 branek.

## Účastníci

### Serie A
| - Ambrosiana-Inter - Atalanta - Bari - Benátky | - Boloňa - Fiorentina - Janov - Juventus | - Lazio - Livorno - Milán - Neapol | - Novara - Řím - Turín - Triestina |

### Serie B
| - Alessandria - Anconitana-Bianchi - Brescia - Fanfulla - Liguria | - Lucchese - Macerata - Modena - Padova - Pisa | - Pro Vercelli - Reggiana - Savona - Siena | - Spezia - Udinese - Verona - Vicenza |

### Serie C
| - Acqui - Alba Motor - Albenga - Alfa Romeo - Amatori Boloňa - Ampelea - Aquila Montevarchi - Arezzo - Armando Diaz - Ascoli - Asti - Audace SME - Aullese - Baracca Lugo - Baratta Battipaglia - Belluno - Biellese - Borzacchini Terni - Brindisi - CRDA Monfalcone - Cantú - Caratese - Catania - Carpi - Carrarese - Casale - Casalini - Cevase - Cecina - Chieti - Civitavecchia | - Como - Cosenza - Crema - Cremonese - Cuneo - Cusiana - Entella - Falck - Fano - Ferrara - Fiumana - Foggia - Foligno - Forlì - Forlimpopoli - Forte dei Marmi - Gallaratese - Galliate - Suzzara - Grion Pula - Gubbio - Ilva Bagnolese - Ilva Savona - Imolese - Italo Gambacciani - Juventina Palermo - Juventus Domo - Lanciano - Lanerossi Schio - L'Aquila - Lecce | - Lecco - Legnano - Littorio Rivarolo - Manlio Cavagnaro - Mantova - Marzotto Valdagno - MATER - Meda - Messina - Meste - Molfetta - Molinella - Monza - Parma - Pavese Luigi Belli - Perugia - Pescara - Piacenza - Pinerolo - Pieris - Pirelli - Pistoiese - Pontedera - Ponziana - Potenza - Prato - Pro Gorizia - Pro Italia - Pro Palazzolo - Pro Patria | - Pro Ponte - Rapallo - Ravenna - Redaelli - Rimini - Rovigo - Salernitana - Sambenedettese - San Dona - San Giovanni Valdarno - Sanremese - Saviglianese - Savoia - Seregno - Signa - Siracusa - Sora - Stabia - Supertessile Rieti - Taranto - Teramo - Tiferno - Trani - Treviso - Vado - Valpolcevera - Varazze - Varese - Vigevano - Vis Pesaro |

## Zápasy

### Kvalifikace
Zápasy byly na programu 22. a 26. září 1940.
Kvalifikačního kola se účastnily kluby ze 3. ligy.
Poznámky
|  | Postup do dalšího kola |

| Domácí            | Výsledek     | Hosté                 |
| ----------------- | ------------ | --------------------- |
| Treviso           | 2:0          | Belluno               |
| Grion Pula        | 2:1          | Ampelea               |
| Ponziana          | 1:2          | Fiumana               |
| Meste             | 2:1          | San Dona              |
| Pro Gorizia       | 3:0          | Pieris                |
| Ferrara           | 0:4          | Rovigo                |
| Lanerossi Schio   | 0:1          | Marzotto Valdagno     |
| Audace            | 1:2          | Mantova               |
| Pro Ponte         | 2:3          | Casalini              |
| Parma             | 3:1          | Suzzara               |
| Falck             | 0:0 a 0:2    | Alfa Romeo            |
| Cremonese         | 1:0          | Redaelli              |
| Vigevano          | 0:2          | Pirelli               |
| Pro Palazzolo     | 8:1          | Monza                 |
| Crema             | 1:0          | Piacenza              |
| Biellese          | 1:1 a 1:2    | Casale                |
| Juventus Domo     | 4:2          | Cusiana               |
| Legnano           | 1:3          | Meda                  |
| Lecco             | 2:1          | Cantu                 |
| Pro Patria        | 1:0          | Pavese Luigi Belli    |
| Seregno           | 1:0          | Varese                |
| Gallaratese       | 2:0          | Galliate              |
| Caratese          | 0:1          | Como                  |
| Cuneo             | 3:1          | Varezze               |
| Vado              | bez boje     | Acqui                 |
| Rapallo           | 4:0          | Littorio Rivarolo     |
| Sanremese         | 1:0          | Albenga               |
| Asti              | 3:2          | Pinerolo              |
| Saviglianese      | 2:3          | Valpolcevera          |
| Prato             | 7:1          | Montevarchi           |
| Carrarese         | 4:0          | Cecina                |
| Pontedera         | 4:1          | Aullese               |
| Italo Gambacciani | 4:1          | Forte dei Marmi       |
| Signe             | 5:2          | San Giovanni Valdarno |
| Arezzo            | 6:0          | Tiferno               |
| Forli             | 2:0          | Ravenna               |
| Molinella         | 4:0          | Imolese               |
| Baracca Lugo      | 2:3          | Forlimpopoli          |
| Pedcara           | 3:0          | Lanciano              |
| Terni             | 4:2 v prodl. | Alba Motor            |
| Perugia           | 4:0          | L'Aquila              |
| Taranto           | 4:2          | Cosenza               |
| Teramo            | 3:1          | Chieti                |
| Sambenedettese    | 1:0          | Juventus Fano         |
| Vis Pesaro        | 7:1          | Gubbio                |
| Rimini            | 7:0          | Ascoli                |
| MATER             | 2:0          | Civitavecchiese       |
| Rieti             | 6:1          | Aeronautica           |
| Ilva Bagnolese    | 5:0          | Sora                  |
| Salernitana       | 4:1          | Stabia                |
| Foggia            | 1:0          | Armando Diaz          |
| Trani             | 1:3          | Molfetta              |
| Catania           | 0:2          | Siracusa              |
| Lecce             | 1:0          | Brindisi              |
| Amatori Boloňa    | bez boje     | Pistoiese             |
| Manlio Cavagnaro  | bez boje     | Entella               |
| Potenza           | bez boje     | Pro Italia            |
| Cavese            | 2:4          | Savoia                |

### 1. kvalifikační kolo
Zápasy byly na programu 29. září a 3. října 1940.
| Domácí              | Výsledek           | Hosté             |
| ------------------- | ------------------ | ----------------- |
| Grion Pula          | 0:1                | Fiumana           |
| Pro Gorizia         | 0:0 a 2:4          | Monfalcone        |
| Mestre              | 1:2                | Marzotto Valdagno |
| Rovigo              | 3:2                | Treviso           |
| Mantova             | 1:3                | Casalini          |
| Parma               | 2:1                | Cremonese         |
| Crema               | 1:0                | Alfa Romeo        |
| Pro Palazzolo       | 2:3                | Pirelli           |
| Meda                | 2:4                | Juventus Domo     |
| Gallaratese         | 0:0 a 1:5 v prodl. | Casale            |
| Pro Patria          | 2:0                | Seregno           |
| Lecco               | 1:0                | Como              |
| Rapallo             | 1:2                | Sanremese         |
| Manlio Cavagnaro    | 3:1                | Cuneo             |
| Acqui               | 1:0                | Asti              |
| Valpolcevera        | 4:2                | Ilva Savona       |
| Arezzo              | 4:2                | Pontedera         |
| Prato               | 5:2                | Italo Gambacciani |
| Carpi               | 0:1                | Amatori Boloňa    |
| Signe               | 4:3                | Carrarese         |
| Forlimpopoli        | 1:3                | Rimini            |
| Pescara             | 2:0                | Interamnia Teramo |
| Vis Pesaro          | 4:0                | Sambenedettese    |
| Forli               | 4:1                | Molinella         |
| Perugia             | 5:1                | MATER             |
| Borzacchini Terni   | 1:0                | Rieti             |
| Savoia              | 0:1                | Salernitana       |
| Baratta Battipaglia | 2:1                | Ilva Bagnolese    |
| Potenza             | 1:2                | Foggia            |
| Juventina Palermo   | 2:0                | Messina           |
| Molfetta            | 5:1                | Lecce             |
| Taranto             | 3:0                | Siracusa          |

### Kvalifikační kolo pro Serii B
Zápasy byly na programu 29. září 1940.
| Domácí   | Výsledek     | Hosté        |
| -------- | ------------ | ------------ |
| Reggiana | 2:3 v prodl. | Fanfulla     |
| Liguria  | 3:0          | Pro Vercelli |

### 2. kvalifikační kolo
Zápasy byly na programu mezi 6.  a 13. října 1940.
| Domácí            | Výsledek | Hosté               |
| ----------------- | -------- | ------------------- |
| Marzotto Valdagno | 3:1      | Rovigo              |
| Parma             | 2:1      | Crema               |
| Pro Patria        | 3:2      | Juventus Domo       |
| Lecco             | 0:2      | Casale              |
| Manlio Cavagnaro  | 2:0      | Valpolcevera        |
| Sanremese         | 2:1      | Acqui               |
| Prato             | 0:1      | Amatori Boloňa      |
| Arezzo            | 5:2      | Signe               |
| Pescara           | 1:0      | Vis Pesaro          |
| Forli             | 3:2      | Rimini              |
| Salernitana       | 4:0      | Baratta Battipaglia |
| Borzacchini Terni | 3:2      | Perugia             |
| Molfetta          | 2:1      | Foggia              |
| Taranto           | 0:1      | Juventina Palermo   |
| Fiumana           | 4:0      | Monfalcone          |
| Pirelli           | 3:2      | Casalini            |

### 3. kvalifikační kolo
Zápasy byly na programu mezi 30. listopadem a 26. prosincem 1940.
| Domácí             | Výsledek | Hosté             |
| ------------------ | -------- | ----------------- |
| Casale             | 4:0      | Modena            |
| Anconitana-Bianchi | 8:1      | Molfetta          |
| Brescia            | 3:1      | Alessandria       |
| Fiumana            | 3:1      | Pirelli           |
| Forli              | 2:3      | Fanfulla          |
| Lucchese           | 6:2      | Manlio Cavagnaro  |
| Verona             | 3:1      | Vicenza           |
| Macerata           | 1:2      | Siena             |
| Padova             | 6:1      | Marzotto Valdagno |
| Pro Patria         | 5:0      | Amatori Boloňa    |
| Salernitana        | 3:0      | Pescara           |
| Borzacchini Terni  | 4:1      | Juventina Palermo |
| Udinese            | 4:1      | Parma             |
| Savona             | 3:0      | Arezzo            |
| Spazia             | 4:3      | Pisa              |
| Liguria            | 7:0      | Sanremese         |

### Šestnáctifinále
Zápasy byly na programu od 11. května do 18. května 1941.
| Domácí           | Výsledek  | Hosté              |
| ---------------- | --------- | ------------------ |
| Ambrosiana-Inter | 0:2       | Juventus           |
| Atalanta         | 2:2, 2:4  | Brescia            |
| Bari             | bez boje  | Novara             |
| Casale           | 1:5       | Milán              |
| Fiorentina       | 1:0       | Liguria            |
| Fiumana          | 2:1       | Janov              |
| Livorno          | 2:0       | Savona             |
| Padova           | 6:1       | Salernitana        |
| Pro Patria       | 0:1       | Lucchese           |
| Řím              | 6:1       | Fanfulla           |
| Spezia           | 1:0       | Anconitana-Bianchi |
| Turín            | 1:1 a 2:1 | Neapol             |
| Triestina        | 1:2       | Lazio              |
| Udinese          | 4:0       | Verona             |
| Benátky          | 3:0       | Borzacchini Terni  |
| Siena            | 0:0 a 3:6 | Boloňa             |

### Osmifinále
Zápasy byly na programu od 17. května do 22. května 1941.
| Domácí     | Výsledek     | Hosté    |
| ---------- | ------------ | -------- |
| Řím        | 2:2 a 2:0    | Novara   |
| Fiorentina | 5:3          | Juventus |
| Fiumana    | 0:1 v prodl. | Spezia   |
| Lucchese   | 1:3          | Padova   |
| Milán      | 0:2          | Lazio    |
| Turín      | 5:2          | Brescia  |
| Benátky    | 5:0          | Udinese  |
| Boloňa     | 3:1 v prodl. | Livorno  |

### Čtvrtfinále
Zápasy byly na programu 25. května 1941.
| Domácí | Výsledek | Hosté      |
| ------ | -------- | ---------- |
| Boloňa | 3:4      | Benátky    |
| Padova | 1:3      | Turín      |
| Řím    | 4:1      | Fiorentina |
| Spezia | 2:5      | Lazio      |

### Semifinále
Zápasy byly na programu 1. a 5. června 1941.
| Domácí  | Výsledek | Hosté |
| ------- | -------- | ----- |
| Turín   | 1:1, 0:1 | Řím   |
| Benátky | 3:1      | Lazio |

### Finále

#### 1. zápas
| 8. 6. 1941 17:00     |        |                                       |                                                                                           |
| Řím                  | 3 : 3  | Benátky                               | Stadio del Partito Nazionale Fascista, Řím, Itálie diváci: 15 000 rozhodčí: Renzo Curradi |
| Amadei 14', 16', 19' | Report | 37' Mazzola 63' Diotalevi 68' Alberti | Stadio del Partito Nazionale Fascista, Řím, Itálie diváci: 15 000 rozhodčí: Renzo Curradi |

|                 |    |                    |  |
|                 |    |                    |  |
|                 | 1  | Guido Masetti      |  |
|                 | 2  | Luigi Brunella     |  |
|                 | 3  | Mario Acerbi       |  |
|                 | 4  | Paolo Jacobini     |  |
|                 | 5  | Aldo Donati        |  |
|                 | 6  | Giuseppe Bonomi    |  |
|                 | 7  | Naim Krieziu       |  |
|                 | 8  | Ermes Borsetti     |  |
|                 | 9  | Amedeo Amadei      |  |
|                 | 10 | Aristide Coscia    |  |
|                 | 11 | Miguel Ángel Pantó |  |
| Trenér:         |    |                    |  |
| Alfréd Schaffer |    |                    |  |

|                           |    |                    |  |
|                           |    |                    |  |
|                           | 1  | Giorgio Fioravanti |  |
|                           | 2  | Gian Emilio Piazza |  |
|                           | 3  | Silvio Di Gennaro  |  |
|                           | 4  | Víctor Tortora     |  |
|                           | 5  | Sandro Puppo       |  |
|                           | 6  | Lidio Stefanini    |  |
|                           | 7  | Giovanni Alberti   |  |
|                           | 8  | Ezio Loik          |  |
|                           | 9  | Alfredo Diotalevi  |  |
|                           | 10 | Valentino Mazzola  |  |
|                           | 11 | Lanfranco Alberico |  |
| Trenér:                   |    |                    |  |
| Giovanni Battista Rebuffo |    |                    |  |

#### 2. zápas
| 15. 6. 1941 17:00 |        |     |                                                                                     |
| Benátky           | 1 : 0  | Řím | Stadio Pier Luigi Penzo, Benátky, Itálie diváci: 15 000 rozhodčí: Raffaele Scorzoni |
| Loik 72'          | Report |     | Stadio Pier Luigi Penzo, Benátky, Itálie diváci: 15 000 rozhodčí: Raffaele Scorzoni |

|                           |    |                    |  |
|                           |    |                    |  |
|                           | 1  | Giorgio Fioravanti |  |
|                           | 2  | Gian Emilio Piazza |  |
|                           | 3  | Silvio Di Gennaro  |  |
|                           | 4  | Víctor Tortora     |  |
|                           | 5  | Sandro Puppo       |  |
|                           | 6  | Lidio Stefanini    |  |
|                           | 7  | Giovanni Alberti   |  |
|                           | 8  | Ezio Loik          |  |
|                           | 9  | Alfredo Diotalevi  |  |
|                           | 10 | Valentino Mazzola  |  |
|                           | 11 | Lanfranco Alberico |  |
| Trenér:                   |    |                    |  |
| Giovanni Battista Rebuffo |    |                    |  |

|                 |    |                    |  |
|                 |    |                    |  |
|                 | 1  | Guido Masetti      |  |
|                 | 2  | Luigi Brunella     |  |
|                 | 3  | Mario Acerbi       |  |
|                 | 4  | Paolo Jacobini     |  |
|                 | 5  | Aldo Donati        |  |
|                 | 6  | Giuseppe Bonomi    |  |
|                 | 7  | Naim Krieziu       |  |
|                 | 8  | Ermes Borsetti     |  |
|                 | 9  | Amedeo Amadei      |  |
|                 | 10 | Aristide Coscia    |  |
|                 | 11 | Miguel Ángel Pantó |  |
| Trenér:         |    |                    |  |
| Alfréd Schaffer |    |                    |  |

## Vítěz
| Coppa Italia Vítěz pro rok 1940/1941 |
| ------------------------------------ |
| Benátky FC                           |
|                                      |

## Střelecká listina
| Pořadí | Jméno              | Klub               | Branky |
| ------ | ------------------ | ------------------ | ------ |
| 1.     | Giuseppe Ostromann | Borzacchini Terni  | 7      |
| 2.     | Amedeo Amadei      | Řím                | 6      |
| 2.     | Leonardo Gambaro   | Arezzo             | 6      |
| 2.     | Héctor Puricelli   | Boloňa             | 6      |
| 2.     | Bruno Quaresima    | Fiumana            | 6      |
| 2.     | Luigi Torti        | Anconitana-Bianchi | 6      |